# 化合反应
化合反应是一类化学反应的总称（通常是指无机反应），是指两种或两种以上的反应物经过化学反应生成一种产物。例如，氢气和氧气燃烧生成水就是化合反应。碳酸钙、水和二氧化碳反应生成碳酸氢钙，这反应也是化合反应。通常化合反应都是放热反应。

## 例子
1. {\displaystyle {\ce {2Mg + O2 = 2MgO}}}
2. {\displaystyle {\ce {2H2 + O2 = 2H2O}}}
3. {\displaystyle {\ce {C + O2 = CO2}}}
4. {\displaystyle {\ce {CaO+CO2=CaCO3}}}